# Orville Peck
 (décembre 2022).
La mise en forme du texte ne suit pas les recommandations de Wikipédia : il faut le « wikifier ».
Les points d'amélioration suivants sont les cas les plus fréquents. Le détail des points à revoir est peut-être précisé sur la page de discussion.
- Les titres sont pré-formatés par le logiciel. Ils ne sont ni en capitales, ni en gras.
- Le texte ne doit pas être écrit en capitales (les noms de famille non plus), ni en gras, ni en italique, ni en « petit »…
- Le gras n'est utilisé que pour surligner le titre de l'article dans l'introduction, une seule fois.
- L'italique est rarement utilisé : mots en langue étrangère, titres d'œuvres, noms de bateaux, etc.
- Les citations ne sont pas en italique mais en corps de texte normal. Elles sont entourées par des guillemets français : « et ».
- Les listes à puces sont à éviter, des paragraphes rédigés étant largement préférés. Les tableaux sont à réserver à la présentation de données structurées (résultats, etc.).
- Les appels de note de bas de page (petits chiffres en exposant, introduits par l'outil «  Source ») sont à placer entre la fin de phrase et le point final[comme ça].
- Les liens internes (vers d'autres articles de Wikipédia) sont à choisir avec parcimonie. Créez des liens vers des articles approfondissant le sujet. Les termes génériques sans rapport avec le sujet sont à éviter, ainsi que les répétitions de liens vers un même terme.
- Les liens externes sont à placer uniquement dans une section « Liens externes », à la fin de l'article. Ces liens sont à choisir avec parcimonie suivant les règles définies. Si un lien sert de source à l'article, son insertion dans le texte est à faire par les notes de bas de page.
- La présentation des références doit suivre les conventions bibliographiques. Il est recommandé d'utiliser les modèles {{Ouvrage}}, {{Chapitre}}, {{Article}}, {{Lien web}} et/ou {{Bibliographie}}. Le mode d'édition visuel peut mettre en forme automatiquement les références.
- Insérer une infobox (cadre d'informations à droite) n'est pas obligatoire pour parachever la mise en page.

Pour une aide détaillée, merci de consulter Aide:Wikification.
Si vous pensez que ces points ont été résolus, vous pouvez retirer ce bandeau et améliorer la mise en forme d'un autre article.
Pour les articles homonymes, voir Peck.
Orville Peck est un musicien de country basé au Canada. Il est largement remarqué car il porte un masque à franges à la façon de The Lone Ranger et il n'a jamais montré son visage. Il sort son premier album Pony en 2019.

## Biographie
Orville Peck est un pseudonyme ; il se voit décrit comme « vraisemblablement âgé de plus de 20 ans et de moins de 40 ans ». Certaines sources postulent que Orville Peck est un personnage de Daniel Pitout, batteur du groupe punk canadien Nü Sensae, basé sur la similitude des tatouages de Peck,, mais l'artiste n'a pas confirmé cela[source secondaire souhaitée]. 
Il est né quelque part dans l'hémisphère sud et y a vécu presque toute sa vie.
En ce qui concerne ses raisons de porter un masque pour jouer, Orville Peck déclare que « la seule raison pour laquelle je n'en parle pas en profondeur n'est pas parce que je veux éviter les questions, mais parce que je veux que les gens aient leur propre opinion. Je ne veux pas donner d'explication et que ce soit figé. Je ne pense tout simplement pas que ce soit important ».
Orville Peck autoproduit son premier album, Pony, sorti en 2019 grâce à une collaboration avec Sub Pop. Il souligne qu'il « écrivait, produisait et jouait tous les instruments qu'il pouvait » sur l'album tout en travaillant dans un café et en vivant avec ses parents. En juin, il interprète ses chansons Dead of Night et Take You Back en direct dans l'émission de radio Q sur CBC Radio One.
En juin 2019, "Pony" est nommé sur la liste du Polaris Music Prize 2019. En janvier 2020, l'album reçoit une nomination aux Juno Awards pour l'album alternatif de l'année aux Juno Awards de 2020.
Le 29 janvier 2020, Orville Peck interpréte Dead of Night dans l'émission Jimmy Kimmel Live!. Il a également annoncé une tournée aux États-Unis, y compris des représentations aux festivals Coachella et Stagecoach.  
En mai 2020, Orville Peck annonce ce qui suivrait son premier album, un EP intitulé Show Pony, avec une date de sortie le 12 juin 2020. Ce même mois, Peck retarde la sortie de Show Pony jusqu'en juillet en reconnaissance du mouvement Black Lives Matter et des protestations en cours contre la brutalité policière aux États-Unis,.
Le 30 avril 2021, sort sur la chaine Youtube de la drag queen Trixie Mattel un titre en featuring avec Orville Peck, Jackson. Ce titre est présent dans l'EP 'Full coverage vol. 1'.
Le 5 juin 2021, il annonce sa collaboration sur l'album spécial 10e anniversaire de Born This Way en dévoilant sa reprise de la chanson "Born This Way (The Country Road Version)". L'année suivante il publie son album Bronco chez Sony ; L'Obs apporte une critique mitigée avec deux étoiles sur quatre
Peck s'identifie comme gay,,.

## Récompenses et nominations
| Prix                | Année | Nomination      | Catégorie                    | Résultats  | Ref.   |
| ------------------- | ----- | --------------- | ---------------------------- | ---------- | ------ |
| Polaris Music Prize | 2019  | Pony            | Album of the Year (Longlist) | Nomination | [ 15 ] |
| A2IM Libera Awards  | 2020  | Orville Peck    | Breakthrough Artist          | Lauréat    | [ 16 ] |
| A2IM Libera Awards  | 2020  | Pony            | Album of the Year            | Nomination | [ 16 ] |
| A2IM Libera Awards  | 2020  | Pony            | Best Country Album           | Lauréat    | [ 16 ] |
| A2IM Libera Awards  | 2020  | "Dead of Night" | Video of the Year            | Nomination | [ 16 ] |

## Discographie

### Albums et EP
| Titre                   | Détails |
| ----------------------- | --- |
| Pony                    | - Sortie: 22 mars 2019 - Label : Sub Pop - Format : CD, LP, téléchargement numérique, Streaming                                                             |
| Show Pony               | - Date de sortie: retardée jusqu'en juillet - Collaboration avec Shania Twain - Label : Columbia Records - Format : EP, téléchargement numérique, Streaming |
| Bronco Chapters 1 And 2 | - Sortie: 11 mars 2022 - Label : Columbia Records - Format : EP, téléchargement numérique, Streaming                                                        |
| Bronco                  | - Sortie: 8 avril 2022 - Label : Columbia Records - Format : Double LP, téléchargement numérique, Streaming                                                 |

### Singles
| Titre                          | Année | Album     |
| ------------------------------ | ----- | --------- |
| "Dead of Night"                | 2017  | Poney     |
| "Big Sky"                      | 2018  | Poney     |
| "Turn to Hate"                 | 2019  | Poney     |
| "Hope to Die"                  | 2019  | Poney     |
| "Nothing Fades Like the Light" | 2019  | Poney     |
| "Queen of the Rodeo"           | 2020  | Poney     |
| "Summertime"                   | 2020  | Show Pony |
| "No Glory in the west"         | 2020  | Show Pony |

### Clips
| Titre                          | Année | Réalisateur                    | Ref.   |
| ------------------------------ | ----- | ------------------------------ | ------ |
| "Dead of Night"                | 2017  | Michael Maxxis                 | [ 17 ] |
| "Big Sky""                     | 2018  | Deni Cheng                     | [ 18 ] |
| "Turn to Hate"                 | 2019  | Orville Peck Carlos Santolalla | [ 19 ] |
| "Hope to Die"                  | 2019  | Blake Mawson                   | [ 20 ] |
| "Nothing Fades Like the Light" | 2019  | Deni Cheng                     | [ 21 ] |
| "Queen of the Rodeo"           | 2020  | Austin Peters                  | [ 22 ] |
| "Summertime"                   | 2020  | Drew Kirsch Taylor Fauntleroy  | [ 23 ] |
| "No Glory in the West"         | 2020  | Isaiah Seret                   | [ 12 ] |
| "Daytona Sand"                 | 2022  | Austin Peters                  | [ 24 ] |